# تیمنیکوو
تیمنیکوو (به لاتین: Tymnikowo) یک منطقهٔ مسکونی در لهستان است که در Gmina Mrągowo واقع شده‌است.